# Villa Luisa (Neapel)
Die Villa Luisa ist ein Landhaus aus dem 16. Jahrhundert im Viertel Posillipo von Neapel in der italienischen Region Kampanien. Sie liegt in der Via Posillipo, 222.

## Geschichte
Das Gelände, auf dem die Villa Luisa steht, kaufte zwischen 1842 und 1845 die britische Adlige Luisa Dillon, Markgräfin von Salza; es umfasste das Tal, das vom Hügel von Posillipo zum Meer hinunterzieht, bis zur Bucht, die „Bellavajassa“ genannt wurde.
Auf dem enorm großen Anwesen wurden später die Villa Rocca Matilde (später auch „Villa Pierce“ genannt), die Villa Roccabella, die Villa d’Avalos, die Villa d’Abro und, nördlich davon, die Villa Rocca Belvedere errichtet. Um 1860 fiel das Anwesen an die Erben von Luisa Dillon.
Später kaufte Baron Carunchio einen Teil des Anwesens, ließ ein existierendes Gebäude aus dem 16. Jahrhundert erweitern und gab ihm den Namen seiner Gattin Luisa Aveta. Die Villa, die von einem über 7000 m² großen Park – teilweise ein Zitronenhain – umgeben ist, erhebt sich auf einem Vorgebirge, das einen kleinen, privaten Bootsanlegeplatz schützt. 1960 wurde das Anwesen von der Erben von Baron Carunchio an das Institut Piccolo Ancelle di Cristo Re abgegeben, die es als Platz für Zusammenkünfte und Seminare und als religiöses Gästehaus umbauen und erweitern ließen.
In der Villa waren bekannte Persönlichkeiten zu Gast, darunter der ehemalige Präsident der Republik, Oscar Luigi Scalfaro und Kardinal Ratzinger, der später zum Papst Benedikt XVI. gewählt wurde.